# Calle Echaurren
La calle Echaurren pertenece al Barrio República, está ubicada en la ciudad de Santiago, Chile. Se caracteriza por la ubicación de Centros Educativos y Edificios habitacionales.

## Orígenes
Se origina en los finales del siglo XIX cuando se lotea la «Quinta Echaurren», propiedad de don Francisco de Paula Echaurren, terrateniente dueño del predio inmediatamente vecino hacia el oriente de la ya loteada «Quinta Meiggs» (Entre las calles República y España).
Considerando que su loteo fue posterior a 1875, conservó el nombre de su dueño y no fue rebautizada como todas las demás del barrio, en homenaje a ilustres extranjeros.

## Características
Se emplaza en dirección norte-sur, originándose en la Avenida Libertador Bernardo O'Higgins o Alameda, y uniéndose radialmente hacia el sur con las demás calles paralelas.
Se encuentra interrumpida en su desembocadura hacia la Avenida Blanco Encalada entre las calles Gay y Domeyko, retomando como un pasaje la continuidad hacia Avenida Blanco Encalada.
Los edificios habitacionales que se hallan en esta calle no sobrepasan los nueve pisos de altura. En el asfalto se dejan ver los subyacientes adoquines de piedra granítica escuadrada, como en Avenida España y aún se mantienen los restos de 830 metros de vías ferroviarias para el paso del Trenvía, medio de transporte urbano, mezcla de tren y ómnibus que dejó de utilizarse en 1959. Esto es común a varias calles aledañas.
No debe confundirse con el Pasaje Echaurren o Echaurren Interior, pequeño zaguán en la vereda Oriente a la altura del 500, que se abre al interior de una gran casona loteada en pequeñas propiedades.